# Auguste Béhal
Auguste Béhal, född 29 mars 1859 i Lens, departementet Pas-de-Calais, död 1 februari 1941 i Mennecy, departementet Seine-et-Oise, var en fransk kemist.
Béhal studerade kemi vid Sorbonne och vid École supérieure de pharmacie i Paris. Efter en tids praktik som farmaceut och verksamhet som lärare i organisk kemi vid Parisfakulteten blev han professor i toxikologi och senare (1907) i organisk kemi vid nyssnämnda farmaceutiska läroverk. 
Béhals vetenskapliga arbeten, till god del utförda tillsammans med elever, rör sig på en stor mängd områden av den organiska kemin. Bland annat upptäckte han den kristalliserade guajakolen och framställde syntetisk kamfer. I början av sin vetenskapliga bana uppträdde han kraftigt för den moderna atomteorin och mot den äldre ekvivalentläran. Särskilt intresse ägnade han läran om de organiska ämnenas inre byggnad (deras stereokemi). Han utgav bland annat Traité de chimie organique d'après les théories modernes (1896). 
Béhal var ledamot av Institutet och fungerade som ordförande i Société de pharmacie de Paris och i Société chimie inustrielle. Han var synnerligen framstående både som föreläsare och grundläggare av en vetenskaplig kemistskola.